# Bałuty
Bałuty – do 31 grudnia 1992 r. dzielnica Łodzi. Bałuty były drugą, co do wielkości, dzielnicą: obejmują pow. 78,9 km². Zamieszkuje je największa liczba ludności w stosunku do pozostałych dzielnic – ok. 191,6 tys. mieszkańców.

## Historia
W XIX wieku Łódź rozwijała się bardzo dynamicznie. Rozwój demograficzny był niewspółmierny z rozwojem terytorium miasta, dlatego napływająca ludność osiedlała się w okolicznych wsiach. Zabudowa tych nowych osiedli odbywała się w sposób chaotyczny, bez podstawowych mediów. Tuż przed przyłączeniem do Łodzi, w 1915 roku, liczba mieszkańców Bałut wynosiła 100 tysięcy. Ówcześnie była to największa wieś w Europie.
Dzielnica administracyjna Bałuty została powołana z dniem 1 stycznia 1954 jako jedna z 7 ustanowionych wtedy dzielnic Łodzi. Bałuty zajmowały teren między ulicami Rąbieńską (w przybliżeniu) i Drewnowską na południu a ulicami Łagiewnicką i Krecią na wschodzie. W ten sposób większa część dawnej wsi i Osady Fabrycznej Bałuty (na wschód od ul. Łagiewnickiej) znalazła się poza obszarem dzielnicy Bałuty, wchodząc w skład dzielnicy „Staromiejska”.
1 stycznia 1960 roku skorygowano podział administracyjny. Teren Bałut powiększono włączając do niej dzielnicę „Staromiejska”. W ten sposób wschodnia granica dzielnicy administracyjnej Bałuty oparła się o ulicę Strykowską oraz odcinek łącznicy kolejowej Widzew – Zgierz, zaś cały obszar historycznych Bałut znalazł się w granicach dzielnicy administracyjnej o tej nazwie.
1 stycznia 1993 roku podział Łodzi na dzielnice został formalnie zniesiony, jednak w świadomości mieszkańców nadal istnieje.

## Miejsca charakterystyczne

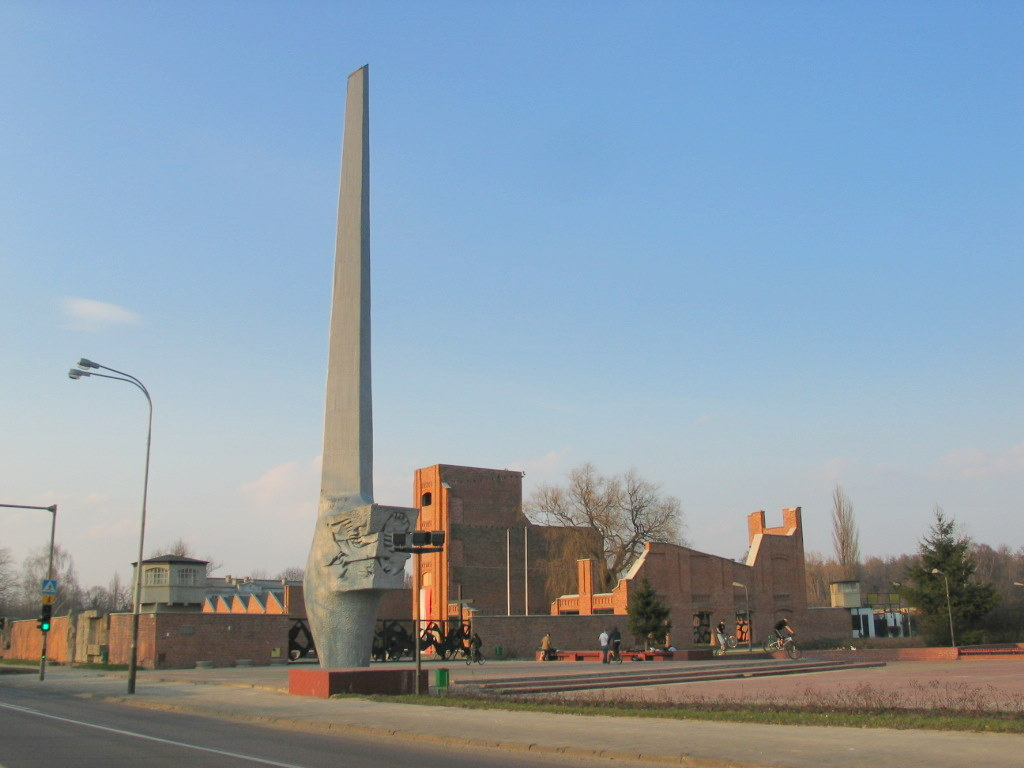
Mauzoleum na Radogoszczu (była fabryka Samuela Abbego)

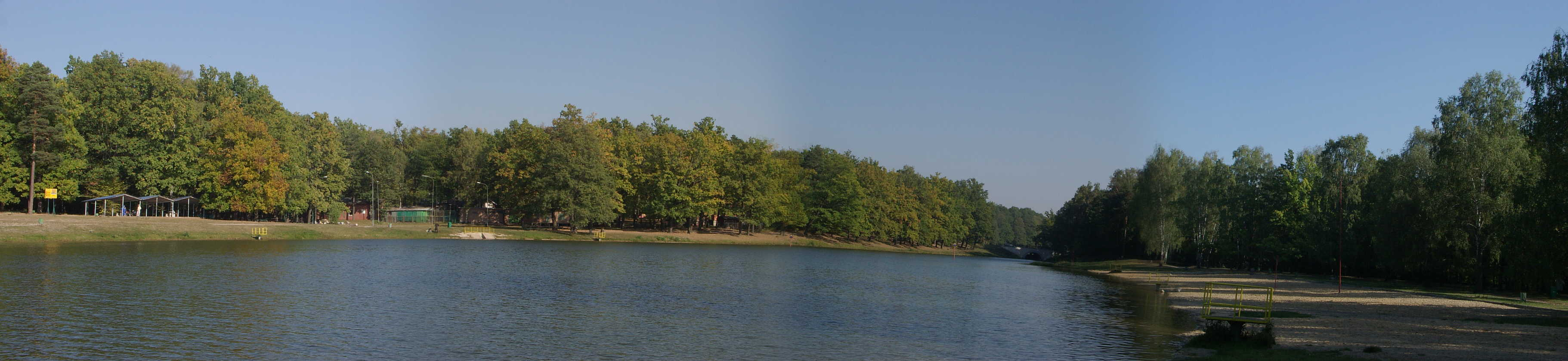
Arturówek

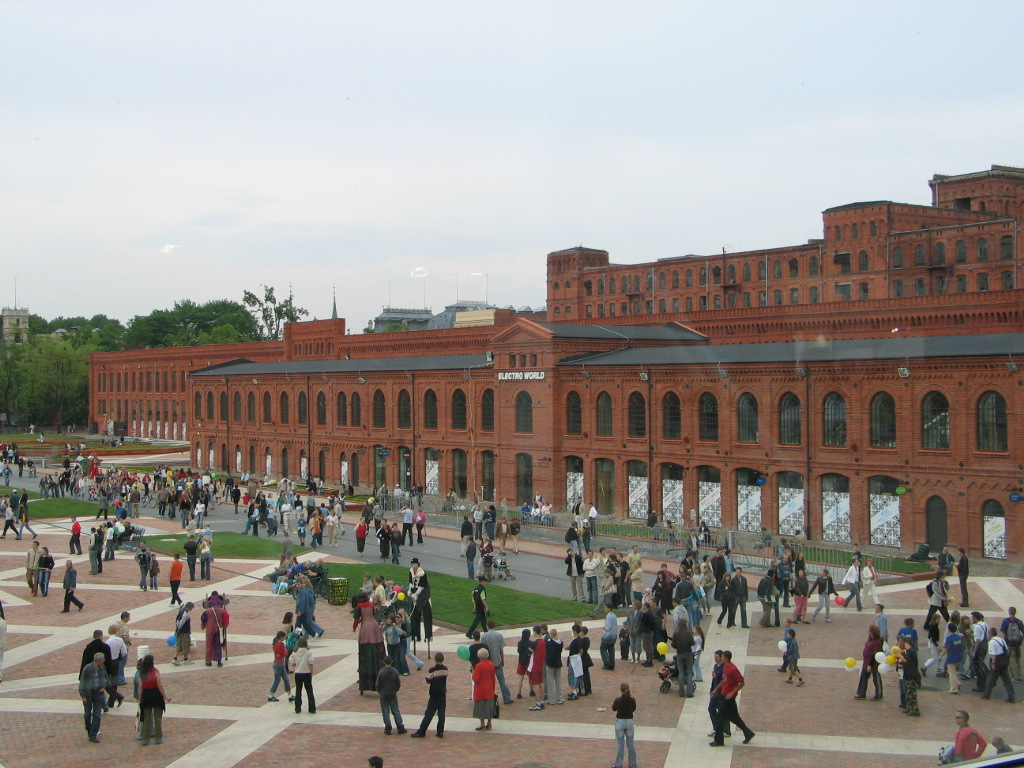
Manufaktura

- przy ulicy Brackiej znajduje się jedyny zachowany w Łodzi cmentarz żydowski.
- przy ulicy Karskiego 5 znajduje się największe w Łodzi centrum handlowe wybudowane na bazie dawnej fabryki bawełny przemysłowca Izraela Poznańskiego Manufaktura.
- Bałucki rynek - największy w Łodzi plac targowy
- Park im. Adama Mickiewicza (Park Julianowski)
- Park Staromiejski (tzw. Park Śledzia)
- Pomnik Pękniętego Serca, czyli Pomnik Martyrologii Dzieci w Parku im. Szarych Szeregów
- Las Łagiewnicki - „zielone płuca” Łodzi
- zbiorniki wodne Arturówek

## Osiedla na Bałutach

### Osiedla administracyjne
Administracyjnie Bałuty dzielą się na 8 osiedli:
- Bałuty Zachodnie
- Radogoszcz
- Łagiewniki
- Julianów-Marysin-Rogi
- Bałuty-Doły
- Bałuty-Centrum
- Teofilów-Wielkopolska
- Wzniesień Łódzkich

### Osiedla na Bałutach
Można wyróżnić następujące rejony (w większości osiedla mieszkaniowe) tej dzielnicy:
- Arturówek
- Borowiec
- Doły
- Grabieniec
- Helenówek
- Huta Aniołów
- Julianów
- Kały
- Kochanówka
- Limanka
- Liściasta:
  - Liściasta A,
  - Liściasta B,
- Łagiewniki
- Małe Łagiewniki
- Łodzianka
- Marianów
- Marysin
- Mikołajew
- Modrzew
- Nowy Imielnik
- Os. M. Reja
- Os. Pojezierska
- Os. Powstania 1863 r.
- Os. Rogatka
- Os. St. Czarnieckiego
- Os. Wł. Jagiełły
- Os. Wielkopolska
- Radogoszcz:
  - Os. Radogoszcz Wschód
  - Os. Radogoszcz Zachód
- Piskowiec
- Rogi
- Romanów
- Sokołów
- Sokółka
- Teofilów
  - Teofilów A – Os. Wł. Reymonta
  - Teofilów B – Os. S. Żeromskiego
  - Teofilów C – Os. M. Konopnickiej
  - Teofilów Przemysłowy
- Wielkopolska
- Wilanów
- Zimna Woda
- Żabieniec
- Żubardź

## Ośrodki kultury
- Centrum Zajęć Pozaszkolnych nr 1 w Łodzi

## Pozostałe informacje
- Z Bałut pochodzi kilku znanych polskich raperów – Adam Ostrowski (O.S.T.R.), Zeus, Spinache, Afront, Dwa Sławy i eMCeeM.
- Z Bałut pochodzą sportowcy: koszykarz reprezentacji Polski Marcin Gortat, tenisista Jerzy Janowicz oraz piłkarz Igor Sypniewski.